# 北沢伴助
北沢 伴助（きたざわ ばんすけ、寛政8年（1796年） - 明治17年（1884年）3月22日）は、幕末維新期の一揆指導者。米川村伴助ともいう。

## 経歴・人物
信濃国伊那郡米川村（現：長野県飯田市千代）の人物。
安政6年（1859年）の南山一揆を小木曾猪兵衛らと共に指導。南山郷36ヵ村の農民1616人を結集し諸種の労役に対する下げ金要求を陸奥白河藩の市田代官所に実現させた。一揆の翌年の万延元年（1860年）に再決起を謀って捕らえられるが、10年後の明治3年（1870年）に釈放された。